# Kerkpad Noordzijde 37
Het herenhuis Kerkpad NZ 37, is een gemeentelijk monument in Soest in de provincie Utrecht.
In de voorgevel staat met muurankers het bouwjaar 1863 aangegeven. Volgens een oud minuutplan stond op deze kavel reeds in 1828 een gebouw. Bij een verbouwing in 1959 werd een voordeur gemaakt op de plaats van de opkamer- en het het keldervenster. De nok van deze dwarshuisboerderij loopt evenwijdig aan het Kerkpad. Het aangebouwde woonhuis aan de linkerzijde heeft een rieten zadeldak. De nok daarvan ligt lager dan die van het voorhuis. Aan de linkerzijde van de voorhuisgevel is de voordeur met rechts daarvan drie schuiframen.
Het achterhuis is van het type middenlangsdeel.
Op het terrein staan een vierroedige kapberg uit 1924 en een wagenloods uit 1949.